# (38962) Chuwinghung
(38962) Chuwinghung est un astéroïde de la ceinture principale.

## Description
(38962) Chuwinghung est un astéroïde de la ceinture principale. Il fut découvert le 5 octobre 2000 à l'observatoire Desert Beaver par William Kwong Yu Yeung. Il présente une orbite caractérisée par un demi-grand axe de 2,79 UA, une excentricité de 0,19 et une inclinaison de 8,9° par rapport à l'écliptique.

## Compléments